# Giasone del Maino
Giasone del Maino (Milano o Pesaro, 1435 – Pavia, aprile 1519) è stato un giurista italiano.
Rappresentò per la scuola dei commentatori ciò che Accursio rappresentava per la scuola della glossa.

## Biografia
Nacque nel 1435 a Milano o a Pesaro, figlio illegittimo del consigliere ducale Andrea (o Andreotto), un nobile milanese che fu giurista e docente alle università di Pisa, Pavia e Padova.
Studiò diritto a Pavia, dove ebbe come maestro anche Alessandro Tartagni, gran consulente. Fu professore a Pavia dal 1467 al 1485. Chiamato a Pisa, vi tenne lezioni dal gennaio all'autunno 1489. Nello stesso anno insegnava di nuovo a Pavia dove si ammalò agli occhi: dietro preghiera di Luigi XII riprese le lezioni nel 1511 e le continuò sino alla morte. A Padova, in quel tempo la prima università italiana, Giasone insegnò sicuramente dal 1485 al 1488. Non ha fondamento la tradizione che egli insegnasse ancora nel 1501, sebbene sia vero che il 13 gennaio 1496 vi fosse di nuovo stato nominato. Giasone fu grandemente onorato come maestro: a una sua lezione assisté in Pavia il re di Francia con la corte; ebbe scolari insigni fra cui il Tommaso Diplovatazio, Andrea Alciato e Pietro Grassi. Venne sepolto nella chiesa di San Giacomo della Vernavola, ma la sua lapide fu murata a fine Settecento nel cortile dei giuristi dell'Università.
A lui è dedicato il Collegio Giasone del Maino per gli studenti dell'Università di Pavia, inaugurato nel 2000, ma che era stato auspicato dallo stesso Giasone nel suo testamento anche se poi non realizzato.

## Opere

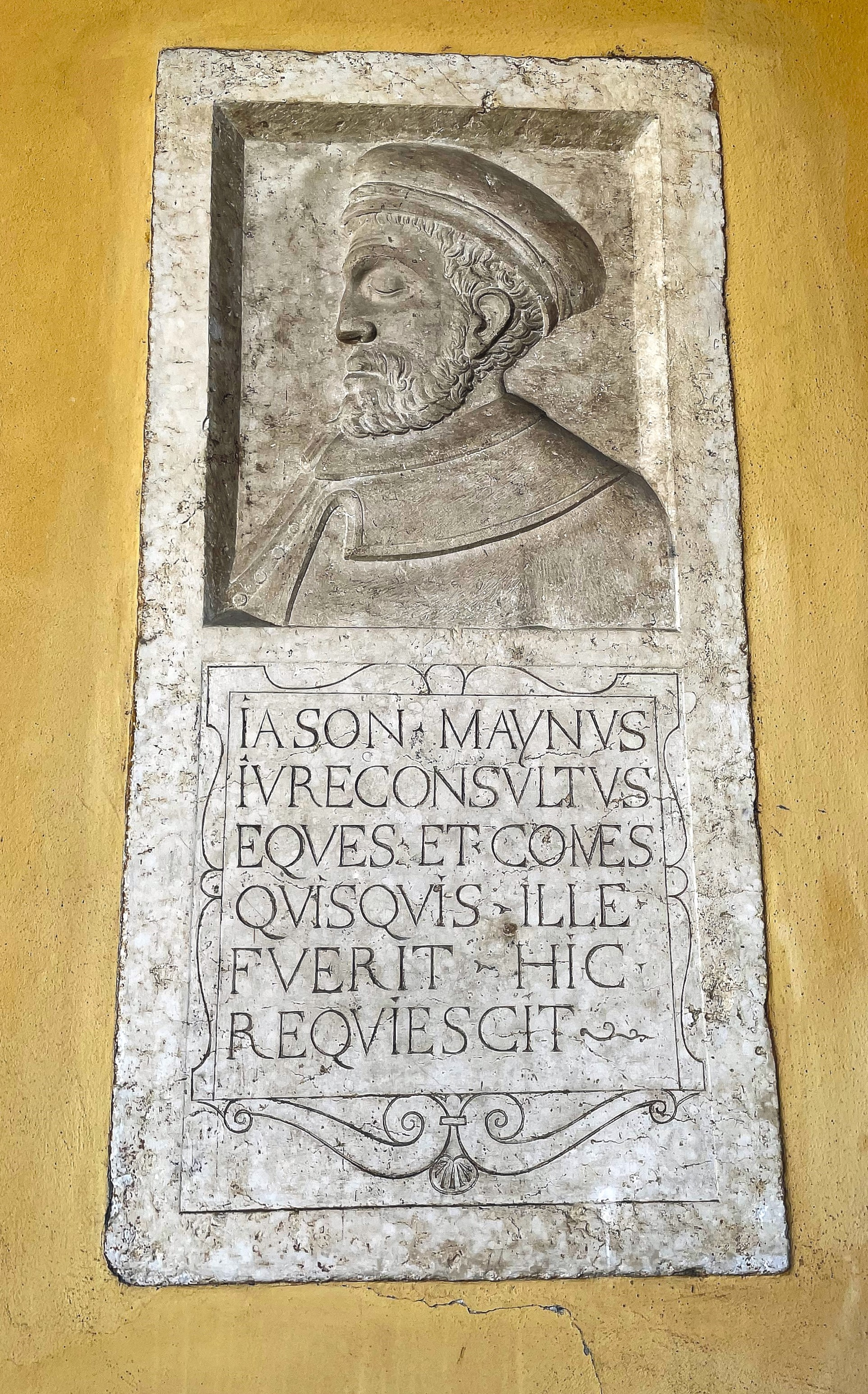
Lastra tombale di Giasone del Maino, Palazzo Centrale dell'Università di Pavia

- (LA) Repertorium in Iasonis Mayni Commentaria, Venezia, Lucantonio Giunta, 1585.

### Manoscritti
- Lectura Digesti veteris, pars I, XV secolo, München, Bayerische Staatsbibliothek, Codices latini monacenses, Clm 5478.
- Lectura Infortiati, Pavia 1510-1511, XVI secolo, El Escorial, Real Biblioteca del Monasterio de San Lorenzo de El Escorial, Manuscritos latinos, H.II.6.

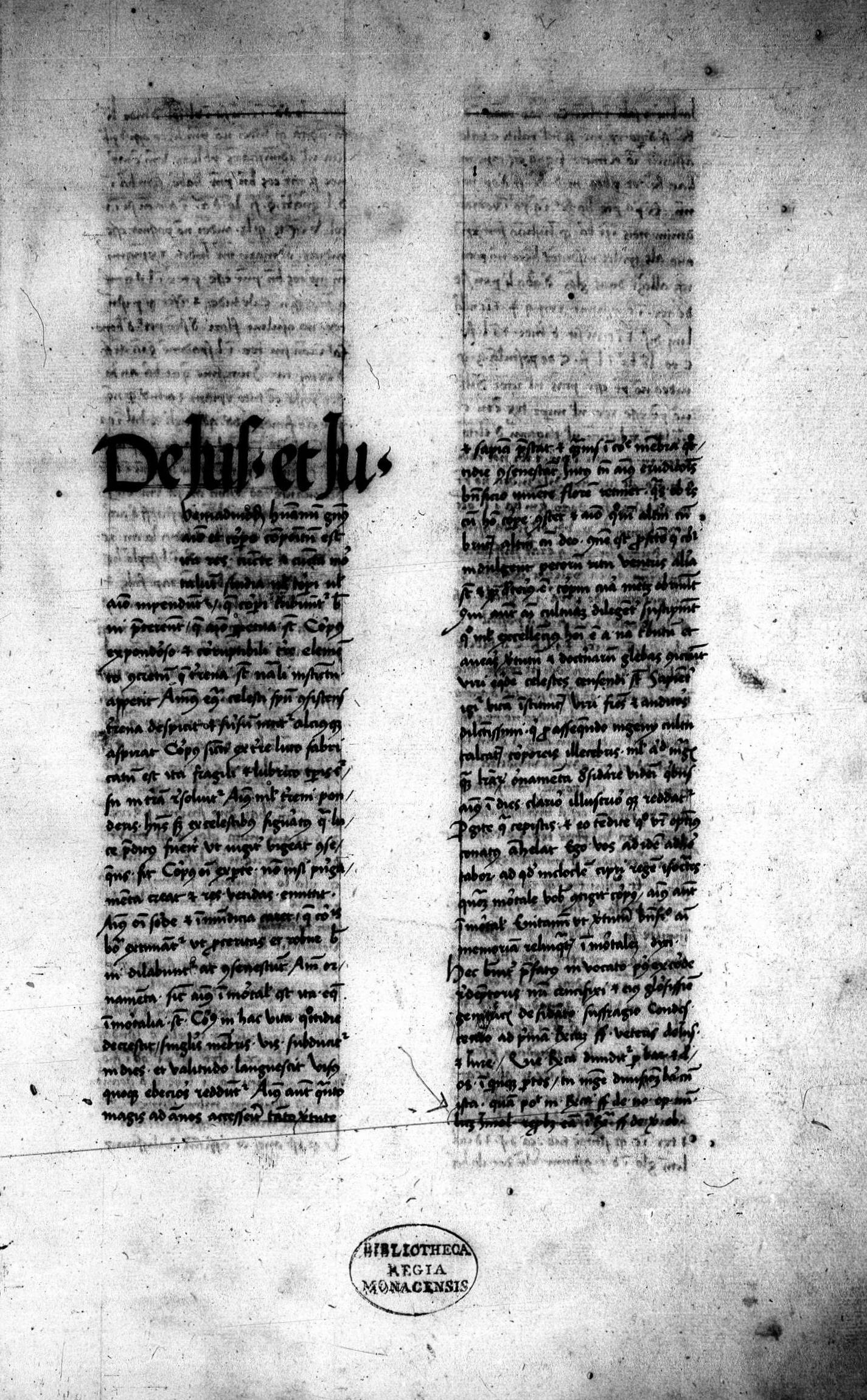
Lectura Digesti veteris, pars I. Manoscritto del XV secolo.